# Gemeentebelangen Groen Soest
Gemeentebelangen Groen Soest is een Nederlandse lokale politieke partij die sinds 1990 vertegenwoordigd is in de gemeenteraad van Soest.
De aangesloten leden hebben wat betreft de landelijke politiek verschillende voorkeuren: van VVD tot SP. Programmapunten zijn een gezond milieu en het mooi houden van Soest en Soesterberg. Bij de eerste raadsverkiezingen waaraan Gemeentebelangen Groen Soest deelnam, in 1990, werden 4 zetels gehaald. In 1994 had Gemeentebelangen Groen Soest lijst drie bij de gemeenteraadsverkiezingen en werden 3 zetels gehaald. Op 3 maart 2010 werd Gemeentelangen Groen Soest met 6 zetels de grootste partij van de raad. De partij nam hiermee voor de tweede keer in haar geschiedenis deel aan het college van burgemeester en wethouders, samen met CDA, D66 en GroenLinks. Eerder in de periode 2000-2006 werd een college gevormd met VVD en CDA.